# Институт нефтегазовой геологии и геофизики имени А. А. Трофимука СО РАН
Институт нефтегазовой геологии и геофизики им. А. А. Трофимука СО РАН (ИНГГ СО РАН) — научный институт Сибирского отделения Российской академии наук, организованный в 2005 году. Расположен в Новосибирске.

## История
Институт образован в 2005 году в результате реорганизации ОИГГМ СО РАН, в новый институт вошли Институт геологии нефти и газа СО РАН, Институт геофизики СО РАН и Конструкторско-технологический институт геофизического и экологического приборостроения СО РАН (постановление Президиума Российской академии наук от 22 ноября 2005 г. № 272).

## Научные направления
Институт проводит фундаментальные исследования и прикладные работы в соответствии с основными научными направлениями, утверждёнными Постановлением Президиума Российской академии наук от 22 апреля 2008 г., № 280:
- осадочные бассейны: закономерности образования и строения; теория нафтидогенеза[3];
- внутреннее строение Земли, её геофизические поля, современные геодинамические процессы; сейсмология[3];
- глобальная и региональная стратиграфия; биогеохронология, типизация экосистемных перестроек в протерозойско-фанерозойской истории осадочных бассейнов;
- месторождения углеводородов и углей, закономерности их размещения; стратегические проблемы развития топливно-энергетического комплекса[3];
- геофизические и геохимические методы поисков и разведки месторождений: теория, технологии, математическое обеспечение и программы, информационные и измерительные системы, приборы и оборудование.

В рамках основных научных направлений Институт проводит исследования в следующих областях:
- проблемы нефти и газа: нафтидогенез и его эволюция в истории Земли, глобальные и региональные закономерности размещения месторождений нефти и газа; органическая геохимия[3];
- комплексное изучение осадочных бассейнов: состав, эволюция и хронология биот в докембрийских и фанерозойских палеобассейнах как основа для выявления закономерностей развития биосферы, разработка разномасштабных стратиграфических шкал и методов глубинной стратиграфии нефтегазоносных бассейнов;
- осадочные бассейны: закономерности образования и строения; теория нафтидогенеза;
- региональная геология и тектоника платформенных и складчатых областей; седиментология, палеогеография; геотермический режим;
- минерально-сырьевые проблемы геоэкономики и технологий поиска, разведки горючих полезных ископаемых: оценка ресурсов нефти, газа и угля Российской Федерации, прогноз развития нефтегазового комплекса Сибири, его роль в топливно-энергетическом комплексе России; теоретические основы методов и новые технологии прогноза, поисков и разведки месторождений нефти и газа;
- геофизические и геохимические методы поисков и разведки месторождений: теория, технологии, информационно-измерительные системы и приборы;
- ресурсы, динамика и охрана подземных вод: геологическое развитие системы «вода‑порода‑органическое вещество» в осадочных бассейнах Сибири; гидрогеология;
- глубинное строение литосферы, природа сейсмичности, геодинамика, взаимодействие процессов в оболочках Земли[3];
- развитие теоретических основ поисково-разведочной геофизики и геохимии;
- многоволновая сейсмика в микронеоднородных и флюидонасыщенных средах;
- петрофизика, петрофизические и другие виды исследований керна;
- сбор и хранение первичных геологических материалов, включая керн;
- геофизический и геохимический мониторинг природных и техногенных объектов, а также происходящих в них процессов;
- высокоточные гравиметрические, наклономерные и геодезические измерения;
- электродинамические процессы в геологических средах;
- инженерная геология и геофизика;
- промысловая и скважинная геофизика;
- физические принципы волновых методов интроскопии;
- палеомагнитные и петромагнитные исследования;
- методы вещественного и элементного анализа, научные и конструкторско-технологические разработки геофизических, геохимических, экологических и информационно-измерительных систем и приборов;
- теория, методы и аппаратурно-программные средства для решения специальных задач;
- геология, геофизика, разработка и эксплуатация газовых и газоконденсатных месторождений;
- геокриология и инженерная геология при освоении месторождений углеводородов на Крайнем Севере[3];
- геоэкономика крупных газодобывающих комплексов в условиях Крайнего Севера.

## Структура
Структура Института включает 39 научно-исследовательских подразделений, объединённых по трём направлениям (геологии нефти и газа; стратиграфии, палеонтологии и седиментологии; геофизики) и двум филиалам. Также в Институте работают Центр коллективного пользования «Научно-исследовательская станция "Остров Самойловский"» и Центр коллективного пользования «Коллекции уникальных геологических материалов (палеонтологических, микропалеонтологических и палинологических) Сибири и Арктики (ГЕОХРОН)». В Институте и его филиалах функционируют аппараты управления, научно-вспомогательные подразделения, производственно-технические службы.
Направление геологии нефти и газа
- Лаборатория сейсмогеологического моделирования природных нефтегазовых систем
- Лаборатория геологии нефти и газа Сибирской платформы
- Лаборатория гидрогеологии осадочных бассейнов Сибири
- Лаборатория геохимии нефти и газа
- Лаборатория геологии нефти и газа арктических регионов Сибири
- Лаборатория математического моделирования природных нефтегазовых систем
- Лаборатория проблем геологии, разведки и разработки месторождений трудноизвлекаемой нефти
- Лаборатория теоретических основ прогноза нефтегазоносности
- Центр экономики недропользования нефти и газа

Направление палеонтологии, стратиграфии и седиментологии
- Лаборатория палеонтологии и стратиграфии докембрия
- Лаборатория палеонтологии и стратиграфии палеозоя
- Лаборатория палеонтологии и стратиграфии мезозоя и кайнозоя
- Лаборатория микропалеонтологии
- Лаборатория седиментологии

Направление геофизики
- Лаборатория физических проблем геофизики
- Лаборатория сейсмической томографии
- Лаборатория естественных геофизических полей
- Лаборатория электромагнитных полей
- Лаборатория геоэлектрики
- Лаборатория геоэлектрохимии
- Лаборатория (обсерватория) солнечно-земной физики
- Лаборатория вычислительной физики горных пород
- Лаборатория глубинных геофизических исследований и региональной сейсмичности
- Лаборатория динамических проблем сейсмики
- Лаборатория многоволновых сейсмических исследований
- Лаборатория многомасштабной геофизики
- Лаборатория полевых аналитических и измерительных технологий
- Лаборатория геодинамики и палеомагнетизма
- Лаборатория математического моделирования многофизичных процессов в нативных и искусственных многомасштабных гетерогенных средах
- Лаборатория эколого-экономического моделирования техногенных систем
- Лаборатория Арктический центр с научно-исследовательской станцией «Остров Самойловский»
- ЦКП «Коллекции ГЕОХРОН»
- ЦКП «НИС Остров Самойловский»

Томский филиал
- Лаборатория гидрогеохимии и геоэкологии
- Лаборатория физико-химических исследований керна и пластовых флюидов

Западно-Сибирский филиал
- Лаборатория геологии нефти и газа
- Лаборатория гидрогеологии и геотермии
- Лаборатория физико-химических методов исследований

Обсерватории и стационары
- Обсерватория «Алтайский сейсмологический полигон»
- Геофизическая обсерватория «Ключи» (Новосибирская обл.)
- Круглогодичный тектономагнитный стационар «Энхалук» (восточный берег оз. Байкал)
- Стационар «Быстровский вибросейсмический полигон» (Искитимский район Новосибирской области)

## Сотрудники института
По состоянию на 31.12.2019 г. в 39 научно-исследовательских лабораториях и подразделениях Института, а также в Западно-Сибирском, Томском и Ямало-Ненецком филиалах работает 784 сотрудника, в том числе 335 научных сотрудников, включая 70 докторов и 162 кандидата наук.
На начало 2024 г. в Институте работают
2 действительных члена РАН, 8 членов-корреспондентов РАН. Это действительные члены РАН М. И. Эпов, В. А. Верниковский, члены-корреспонденты РАН В. А. Каширцев, В. А. Конторович, Б. Н. Шурыгин, И. Ю. Кулаков, В. Н. Глинских, Л. М. Бурштейн, Б. Л. Никитенко, Д. В. Метелкин.

## Дирекция
- Директор — Глинских Вячеслав Николаевич, д.ф.-м.н., член-корреспондент РАН
- Заместители директора по научной работе:
  - Никитенко Борис Леонидович, д.г.-м.н., член-корреспондент РАН;
  - Дучков Антон Альбертович, к.ф.-м.н.;
  - Фомин Михаил Александрович, к.г.-м.н.